# Кеймадус
Кеймадус (порт. Queimados) — муниципалитет в Бразилии, входит в штат Рио-де-Жанейро. Составная часть мезорегиона Агломерация Рио-де-Жанейро. Находится в составе крупной городской агломерации Агломерация Рио-де-Жанейро. Входит в экономико-статистический микрорегион Рио-де-Жанейро. Население составляет 130 275 человек на 2007 год. Занимает площадь 76,921 км². Плотность населения — 1693,6 чел./км².
Праздник города — 26 ноября.

## История
Город основан 29 марта 1858 года.

## Статистика
- Валовой внутренний продукт на 2005 год составляет 933 772 тысяч реалов (данные: Бразильский институт географии и статистики).
- Валовой внутренний продукт на душу населения на 2005 год составляет 6840,00 реалов (данные: Бразильский институт географии и статистики).
- Индекс развития человеческого потенциала на 2000 год составляет 0,732 (данные: Программа развития ООН).